# Helgån
Helgån är en å som rinner från Helgsjön ut i Insjön (sjön vid samhället Insjön i Dalarna). Åns sträckning är omkring 5 km.

## Referenser

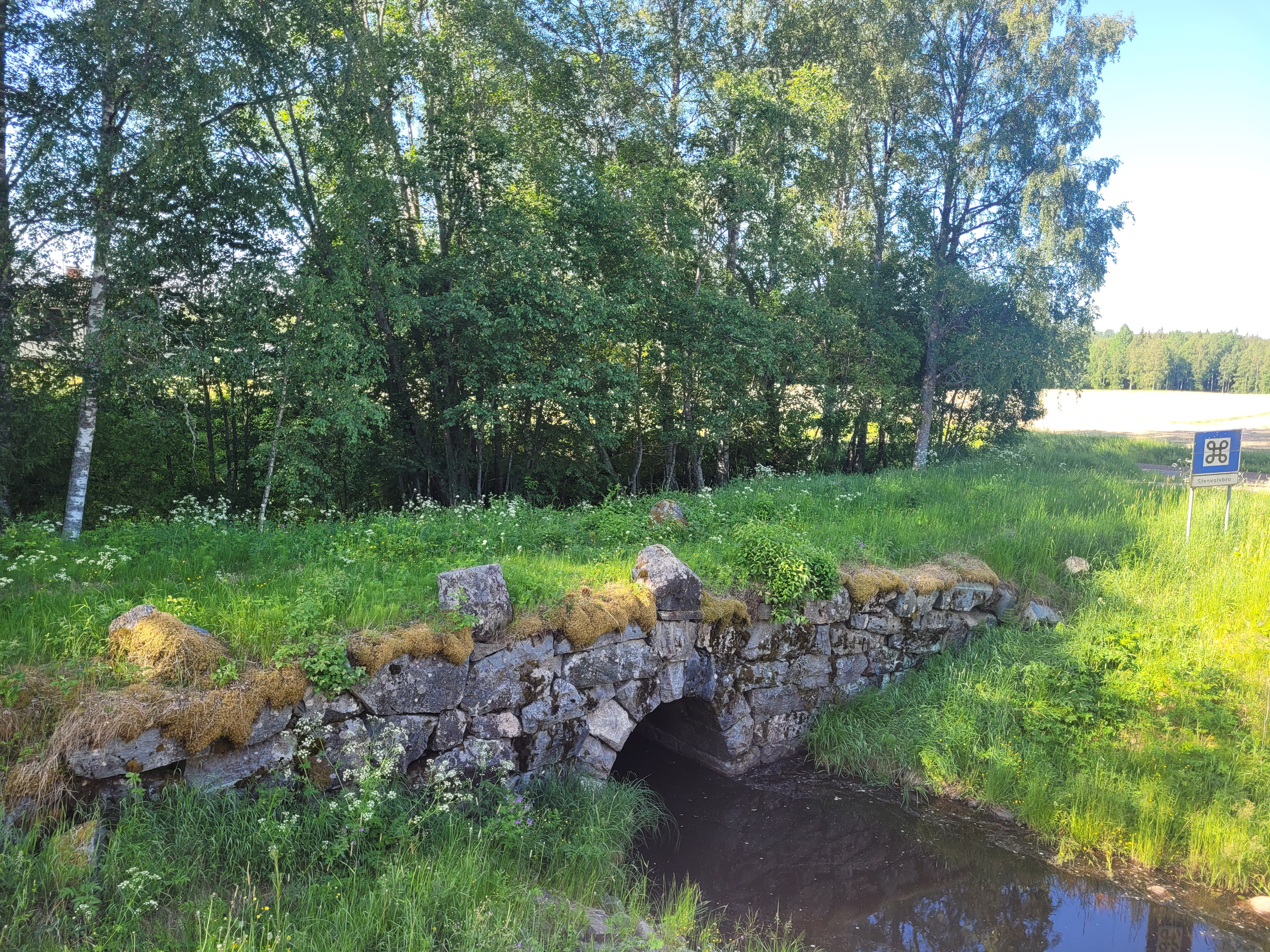
Stenvalvsbro över Helgån vid Hälgnäs.